# Dillingen (Saar-vidék)
Dillingen település Németországban, azon belül Saar-vidék tartományban. Lakosainak száma 19 941 fő (2023. december 31.).

## Népesség
A település népességének változása:
| Lakosok száma | 21 369 | 21 526 | 20 385 | 20 143 | 20 048 | 19 668 | 19 989 | 19 941 |
|               | 1975   | 2012   | 2016   | 2017   | 2019   | 2021   | 2022   | 2023   |